# Shashi (köpinghuvudort i Kina, Jiangxi Sheng, lat 27,02, long 114,08)
Shashi är en köpinghuvudort i Kina. Den ligger i provinsen Jiangxi, i den sydöstra delen av landet, omkring 260 kilometer sydväst om provinshuvudstaden Nanchang. Antalet invånare är 18 618. Befolkningen består av 9 021 kvinnor och 9 597 män. Barn under 15 år utgör 21,0 %, vuxna 15-64 år 70 %, och äldre över 65 år 8,0 %.
Runt Shashi är det ganska tätbefolkat, med 192 invånare per kvadratkilometer. Närmaste större samhälle är Qinting, 16,8 km nordväst om Shashi. I omgivningarna runt Shashi växer i huvudsak blandskog.
Genomsnittlig årsnederbörd är 2 003 millimeter. Den regnigaste månaden är maj, med i genomsnitt 314 mm nederbörd, och den torraste är oktober, med 38 mm nederbörd.